# ピエトロ・ヴィエルコウッド
- ピエトロ・ビエルコウッド

ピエトロ・ヴィエルコウッド（Pietro Vierchowod, 1959年4月6日 - ）は、イタリア・カルチナーテ出身の元同国代表サッカー選手。ポジションはディフェンダー（センターバック）。現代アスリートの先駆的存在、現役時代、体のケアを徹底していたプロフェッショナルであり、41歳までセリエAの舞台でハイレベルなプレーを続けた。

## 選手経歴

### クラブ
ウクライナ出身の軍人の父親を持つ。父親は第二次世界大戦の際にドイツ軍の捕虜となりイタリアへと移送されたが、戦後もイタリアに留まって生活を送った。ヴィエルコウッドは少年時代は配管工を務めながらサッカーを学んでいた。当時は持ち前の俊足を生かし右ウイングのポジションを務めていたが多くの結果を残すことは出来ず、ディフェンダーに転向することになった。16歳の頃、様々なチームのトライアウトを受けていた。ACミランのトライアウトを受け、良いプレーを見せたが、ヴィエルコウッドのポジションには既に選手が足りていたことから入団に至らなかった。そのACミランには、21年後に入団することになる。
当時セリエDのASDロマネーゼでプレーしていた時、カルチョ・コモとの練習試合でのプレーが関係者の目に留まり、1976年にカルチョ・コモへ移籍。コモで高い身体能力を備えたセンターバックとして活躍し、1980-81シーズン、UCサンプドリアへ移籍し、1980年9月14日のASローマ戦でセリエAデビューを果たし、12月28日のカリアリ戦でセリエA初ゴールを決めた。このシーズンは30試合で2得点を挙げた。しかし、チームはセリエBに降格、セリエAの舞台でのプレーを望んでいたことから、1981-82シーズン、フィオレンティーナへと貸し出され、ここでのプレーにより、イタリア代表に召集され、ワールドカップに参加した。その後はASローマへ期限付き移籍をしてプレーをした。ローマではファルカンやブルーノ・コンティらとともに1982-83シーズンのスクデット獲得に貢献した、イタリアのスポーツ誌 Guerin Sportivoが選ぶシーズン最優秀選手賞にも選ばれた。本人は、1983-84シーズンもローマでプレーし、チャンピオンズカップでプレーし優勝したいと考えていたが、サンプドリアへ複帰することとなった。
1983年にサンプドリアでは12シーズン渡って在籍するなど選手時代の大半を過ごし、ヴヤディン・ボシュコヴ監督の下でジャンルカ・ヴィアリやロベルト・マンチーニらとともに1990-91シーズンのセリエA初優勝、1989-90シーズンのUEFAカップ初優勝、1991-92シーズンのUEFAチャンピオンズカップ準優勝などに貢献した。サンプドリアでプレーを続けた理由についてヴィエルコウッドは会長のパオロ・マントヴァーニに「7位や8位に留まるクラブなら私は興味ない、私はこのチームでUEFAチャンピオンズカップでプレーしたいのだ」と応えたところ、会長もそれに応じて強化を進めたためだという。またヴィエルコウッドに対し、1990年にACミランから獲得のオファーが届いた際にはマントヴァーニ会長やチームメイトに全てを話し残留をするなど、チーム内は友好的関係にあったという。1993-94シーズンのコッパ・イタリア決勝のアンコーナ戦では1得点を挙げて優勝を果たした。サンプでは493試合で39得点を記録した。
1995年にユヴェントスFCへ移籍し、サンプ時代の同僚であるヴィアリと再びチームメートとなり、1995-96シーズンのUEFAチャンピオンズリーグ決勝では先発し、アヤックスの攻撃を抑え、優勝に貢献した。1996-97シーズン、ペルージャ・カルチョと加入で合意し、トレーニングキャンプに参加したが、ジョヴァンニ・ガレオーネ監督と折り合いが悪く、移籍は破談となった。このシーズン、フランコ・バレージが負傷したことにより、ACミランに加入、タバレス監督時には殆ど起用されなかったが、アリゴ・サッキ就任後は多くの試合に起用され、リーグ戦18試合に出場した。1997-98シーズン、ピアチェンツァに加入。ここでの最初の2シーズンは特に高いレベルでのプレーを披露した。1999年5月23日、サレルニターナ戦において、40歳と47日でゴール記録、これは当時、シルヴィオ・ピオラに次いでのセリエAで2番目の最年長得点であった。40歳を超えた後も現役を続けたが、チームのセリエB落ちが決まると、2000年にセリエA通算562試合出場（2023年の時点で歴代7位）、公式戦通算では873試合の記録を残し41歳で現役引退した。

### イタリア代表
イタリア代表としては、1981年1月16日に行われたオランダとの国際親善試合でデビューした。1982 FIFAワールドカップの代表メンバーにも選ばれ最終的にイタリアが優勝を成し遂げたが試合出場はならなかった。この大会後に代表に定着し1986 FIFAワールドカップでは全4試合に出場。その後は代表メンバーから遠ざかっていたが地元開催となった1990 FIFAワールドカップの直前に復帰を果たし3試合に出場した。1993年5月1日に行われた1994 FIFAワールドカップ・予選のスイス代表戦で代表から退くまでに国際Aマッチ45試合に出場し2得点を記録した。

## 評価
本来はストッパーだが、SSCナポリとの対戦では、よくマラドーナのマンマークを任された。マラドーナからは、「君は色は緑ではないが、超人ハルクの様だ。」と言われたという。そのマラドーナからの評価も高く、自身の本で、「インターセプトの名人で、足技は脅威。猟犬タイプだが、岩の壁の様であり、すごい勢いでボールを奪うと味方に正確なパスを繋いでいた。またマークも一流であった」と回想していた。

## 引退後
引退後は指導者として2001年にセリエC1のカルチョ・カターニア、2002年にセリエC2のフロレンティナ・ヴィオラ（後のACFフィオレンティーナ）と2005年にセリエBのUSトリエスティーナの指揮を執ったが、いずれも成績不振により解雇された。
2014年6月13日、ハンガリーのブダペスト・ホンヴェードFCの監督に就任したが、リーグ戦では10試合を消化した時点で3勝1分6敗と低迷し、同年10月6日に解任された。

## 個人成績

### 代表での成績
出典
| イタリア代表 | 国際Aマッチ | 国際Aマッチ |
| 年           | 出場        | 得点        |
| ------------ | ----------- | ----------- |
| 1981         | 2           | 0           |
| 1982         | 0           | 0           |
| 1983         | 4           | 0           |
| 1984         | 9           | 0           |
| 1985         | 5           | 0           |
| 1986         | 7           | 0           |
| 1987         | 0           | 0           |
| 1988         | 0           | 0           |
| 1989         | 0           | 0           |
| 1990         | 7           | 1           |
| 1991         | 6           | 0           |
| 1992         | 0           | 0           |
| 1993         | 5           | 1           |
| 通算         | 45          | 2           |